# 44ª edizione dei Directors Guild of America Award
La 44ª edizione dei Directors Guild of America Award si è tenuta il 14 marzo 1992 al Beverly Hilton Hotel di Beverly Hills e alle Nazioni Unite di New York e ha premiato i migliori registi nel campo cinematografico, televisivo e pubblicitario del 1991. La cerimonia di Beverly Hills è stata presentata da Carl Reiner, mentre quella di New York da Mario Van Peebles.
Le nomination per il cinema sono state annunciate il 28 gennaio 1992, mentre quelle per la tv sono state annunciate il 1º marzo 1992.

## Cinema

### Film
- Jonathan Demme – Il silenzio degli innocenti (The Silence of the Lambs)
- Barry Levinson – Bugsy
- Ridley Scott – Thelma & Louise
- Oliver Stone – JFK - Un caso ancora aperto (JFK)
- Barbra Streisand – Il principe delle maree (The Prince of Tides)

### Documentari[6]
- Barbara Kopple – American Dream
- Fax Bahr, Eleanor Coppola, George Hickenlooper – Viaggio all'inferno (Hearts of Darkness: A Filmmaker's Apocalypse)
- Bob Eisenhardt, Susan Froemke, Peter Gelb, Albert Maysles – Soldiers of Music: Rostropovich Returns to Russia
- Alan Raymond – Doing Time: Life Inside the Big House

## Televisione

### Serie drammatiche
- Eric Laneuville – Io volerò via (I'll Fly Away) per l'episodio All God's Children
- James Hayman – Un medico tra gli orsi (Northern Exposure) per l'episodio Piedi freddi cuore caldo (Jules et Joel)
- Stuart Margolin – Un medico tra gli orsi (Northern Exposure) per l'episodio Epilogo d'amore (Goodbye To All That)

### Serie commedia
- Peter Bonerz – Murphy Brown per l'episodio Uh-Oh: Part 2
- James Burrows – Cin cin (Cheers) per l'episodio Days of Wine & Neurosis
- David Steinberg – Seinfeld per l'episodio Il messaggio sexy (The Tape)

### Film tv e miniserie
- Stephen Gyllenhaal – Il cuore nero di Paris Trout (Paris Trout)
- Joshua Brand – Io volerò via (I'll Fly Away) per l'episodio pilota
- Brian Gibson – La venere nera (The Josephine Baker Story)

### Serie televisive quotidiane
- Roy Campanella II – WonderWorks per l'episodio Brother Future
- Consuelo Gonzalez – ABC Afterschool Specials per l'episodio In the Shadow of Love
- Barra Grant – CBS Schoolbreak Special per l'episodio Lies of the Heart

### Soap opera
- Michael Stich – Beautiful (The Bold and the Beautiful) per la puntata del 27 marzo 1991
- Mike Denney – Febbre d'amore (The Young and the Restless) per la puntata del 3 ottobre 1991
- Heather Hill – Febbre d'amore (The Young and the Restless) per la puntata del 5 novembre 1991

### Trasmissioni musicali e d'intrattenimento
- Walter C. Miller – 45ª edizione dei Tony Award
- Hal Gurnee – Late Night with David Letterman
- Jeff Margolis – 63ª edizione della cerimonia dei Premi Oscar

## Pubblicità
- Joe Pytka – spot per Hallmark Cards (Dance Card), Nike (The Bo Show)
- Leslie Dektor – spot per Bell Atlantic (Joanne), Saturn (Petersburg), Tele-Communications Inc. (Taxi Driver)
- James Gartner – spot per FedEx (Adoption), HBO (Party)
- Stephen Kessler – spot per MasterCard (Directions), Tony's Pizza (House), MCI Communications (Joe College), Giant Eagle (Romeo & Julie), Jack in the Box (Trapeze Act)
- Domenic Mastrippolito – spot per AIDS Project Los Angeles (Talk About It)

## Premi speciali

### Premio D.W. Griffith
- Akira Kurosawa

### Premio Franklin J. Schaffner
- Marilyn Jacobs-Furey

### Robert B. Aldrich Service Award
- Jack Shea

### Premio per il membro onorario
- Charles Champlin